# The Honeydripper's Duke's Mixture
The Honeydripper's Duke's Mixture — студійний альбом американського блюзового музиканта Рузвельта Сайкса, випущений 1971 року лейблом Barclay у Франції.

## Про альбом
Альбом записаний під час сесії, що відбулась 8 грудня 1970 року на студії Barclay Records Studio Hoche в Парижі, Франція. На ній Сайкс грає на фортепіано та співає сольно, однак дві пісні («Rock Me» і «A Woman in Demand») він виконує, акомпануючи собі на акустичній гітарі. На одному із записів як запрошений гість взяв участь піаніст, що переїхав до Франції у 1960-х, Мемфіс Слім, граючи дуетом з Сайксом його композицію «Lost My Boogie».
Матеріал платівки містить 10 композицій і переважно складається з кавер-версій блюзових та джазових стандартів «St. James Infirmary», «Sweet Georgia Brown», «Going Down Slow» Сент-Луїса Джиммі Одена, «Honeysuckle Rose» Фетса Воллера та декільком власних пісень Сайкса. Продюсером платівки став Філіпп Ро.
Вийшов альбом 1971 року на французькому лейблі Barclay. Того ж року перевиданий Blue Star (Франція) у серії «House of the Blues» (4-й том) і RCA (Велика Британія). На перевиданні 2004 року лейблом EmArcy на CD були додані сім бонусних композицій.

## Список композицій
| Сторона А | Сторона А | Сторона А                              | Сторона А  |
| #         | Назва | Автор                                  | Тривалість |
| --------- | --- | -------------------------------------- | ---------- |
| 1.        | «Going Down Slow»                                                                                             | Джеймс Оден                            | 3:22       |
| 2.        | «Ice Cream Freezer»                                                                                           | Рузвельт Сайкс                         | 3:01       |
| 3.        | «Lost My Boogie» (дует з Мемфісом Слімом; Слім — фортепіано [лівий канал]; Сайкс — фортепіано [правий канал]) | Пітер Четмен                           | 2:39       |
| 4.        | «Sweet Georgia Brown»                                                                                         | Бен Берні, Кеннет Кейсі, Масео Пінкард | 2:02       |
| 5.        | «St. James Infirmary»                                                                                         | Джо Прімроуз                           | 4:22       |

| Сторона В | Сторона В                                | Сторона В               | Сторона В  |
| #         | Назва                                    | Автор                   | Тривалість |
| --------- | ---------------------------------------- | ----------------------- | ---------- |
| 1.        | «Honeysuckle Rose»                       | Енді Разаф, Фетс Воллер | 3:10       |
| 2.        | «Basin Street Blues»                     | Спенсер Вільямс         | 5:12       |
| 3.        | «Rock Me» (аранжування — Рузвельт Сайкс) | народна                 | 2:33       |
| 4.        | «A Woman in Demand»                      | Рузвельт Сайкс          | 1:40       |
| 5.        | «Dirty Mother for You»                   | Рузвельт Сайкс          | 3:41       |

| Бонус-треки на CD перевиданні EmArcy 982 249-9 (2004) | Бонус-треки на CD перевиданні EmArcy 982 249-9 (2004) | Бонус-треки на CD перевиданні EmArcy 982 249-9 (2004) | Бонус-треки на CD перевиданні EmArcy 982 249-9 (2004) |
| #                                                     | Назва                                                 | Автор                                                 | Тривалість                                            |
| ----------------------------------------------------- | ----------------------------------------------------- | ----------------------------------------------------- | ----------------------------------------------------- |
| 1.                                                    | «Deceived»                                            | Рузвельт Сайкс                                        | 2:10                                                  |
| 2.                                                    | «Night Time Is The Right Time»                        | Рузвельт Сайкс                                        | 2:08                                                  |
| 3.                                                    | «Thanks,But No Thanks»                                | Рузвельт Сайкс                                        | 1:39                                                  |
| 4.                                                    | «Your Feet's Too Big»                                 | Ада Бенсон, Фред Фішер                                | 2:59                                                  |
| 5.                                                    | «Ain't Misbehaving»                                   | Фетс Воллер, Енді Разаф, Гаррі Брукс                  | 1:47                                                  |
| 6.                                                    | «Misty»                                               | Джонні Берк, Ерролл Гарнер                            | 3:27                                                  |
| 7.                                                    | «Flat Foot Floogie»                                   | Слім Гейлард, Слем Стюарт, Бад Грін                   | 1:47                                                  |

## Учасники запису
- Рузвельт Сайкс — вокал, фортепіано, акустична гітара (В3, В4)
- Мемфіс Слім — вокал, фортепіано (А3).

Технічний персонал
- Філіпп Ро — продюсер
- Клод Ашаль, Філіпп Омн — інженери звукозапису
- Ален Маруані — фотографія обкладинки
- Жан Верн — малюнок обкладинки Blue Star (80 604)